# Жеменевиці (гміна Кциня)
Жеменевиці (пол. Rzemieniewice) — село в Польщі, у гміні Кциня Накельського повіту Куявсько-Поморського воєводства.
У 1975—1998 роках село належало до Бидгощського воєводства.